# Windows Camera
Windows Camera  là một công cụ chụp ảnh và video được đi kèm trong hầu hết các phiên bản gần đây của Windows và phiên bản trên di động. Nó đã được xuất hiện trên các thiết bị di động Windows kể từ khi phần cứng máy ảnh đã được trang bị cho các thiết bị này và được giới thiệu trên các PC chạy Windows 8, cho phép người dùng lần đầu tiên có một ứng dụng máy ảnh bên thứ nhất có thể tương tác với webcam trên máy tính. Ứng dụng có cấu trúc và tính năng với các ứng dụng máy ảnh trên iOS và Android.

## Chụp ảnh
Camera có thể chụp ảnh và video tiêu chuẩn, cùng với các "living images", tương tự như các ảnh động GIF. Ứng dụng hỗ trợ các tỉ lệ 16:9, 4:3, và 3:2 và còn có các khung ảnh vuông, khung theo quy tắc một phần ba, tỉ lệ vàng và khung ảnh tròn, theo mặc định thì các khung này chưa được kích hoạt. Ứng dụng cho phép quay video với các chất lượng 640 × 360 pixel/30 khung hình trên giây, 1280 × 720 pixel/30 khung hình trên giây, hoặc 1920 × 1080 pixel/30 khung hình trên giây. Người dùng cũng có thể kích hoạt tính năng giảm nhiễu và ổn định video.
Ảnh và video được lưu mặc định vào thư mục Saved Images trong thư viện Pictures của File Explorer, nhưng người dùng có thể đổi vị trí lưu.
Ảnh và video được chụp sẽ đi kèm với thông tin vị trí nếu người dùng cho phép ứng dụng sử dụng nó. Các cài đặt bổ sung trong ứng dụng bao gồm hẹn giờ chụp, phóng to thu nhỏ, điều khiển lấy nét, độ nhạy, cân bằng trắng, tốc độ màn trập, độ sáng và chuyển đổi giữa các máy ảnh. Ví dụ, hầu hết các điện thoại và máy tính bảng Windows đều có hai máy ảnh ở mặt trước và sau, vậy nên nút chuyển của Camera sẽ chuyển giữa hai lựa chọn này.

## Ra mắt
Camera được giới thiệu trên Windows Mobile vào năm 2000 và các PC chạy Windows vào cuối năm 2012. Trước khi được giới thiệu, các PC có máy ảnh trang bị sẵn hoặc được kết nối với webcam ngoài không có bất cứ công cụ cài đặt sẵn nào để sử dụng chúng, mặc dù một số nhà sản xuất đã đưa vào các phần mềm máy ảnh bên thứ ba trong các thiết bị họ bán ra. Trên các thiết bị Lumia chạy Windows 10 Mobile, đây là ứng dụng máy ảnh duy nhất sau khi Microsoft không còn hỗ trợ cho các ứng dụng Lumia Camera nữa.

## Vấn đề
Vì Camera chỉ dùng phần cứng máy ảnh, không phải là công cụ chụp màn hình, chức năng của nó phụ thuộc vào phần cứng. Mặc dù tất cả các điện thoại Windows hiện tại đều có ít nhất một máy ảnh, không phải tất cả máy tính Windows đều có máy ảnh.
Camera không có một số tính năng như trên iOS, như là video slow motion, tỉ lệ ảnh 1:1 và các bộ lọc. Tuy nhiên, tất cả các hiệu ứng này vẫn có thể được thêm vào các ảnh và video đã quay bằng các chỉnh sửa trong Photos. Camera cũng có tính năng chụp ảnh toàn cảnh như trên iOS, nhưng chỉ giới hạn trên điện thoại.
Microsoft đã cho ra mắt một ứng dụng máy ảnh miễn phí tên là Pix dành riêng cho các thiết bị iOS, mặc dù đã có nền tảng di động và ứng dụng Camera riêng của mình. Pix có các tính năng khác so với Windows Camera hay iOS Camera.